# Jachenau
Jachenau là một xã ở huyện Bad Tölz-Wolfratshausen bang Bayern nước Đức. Đô thị Jachenau có diện tích 128,63 km², dân số thời điểm ngày 31 tháng 12 năm 2006 là 869 người.

## Địa lý

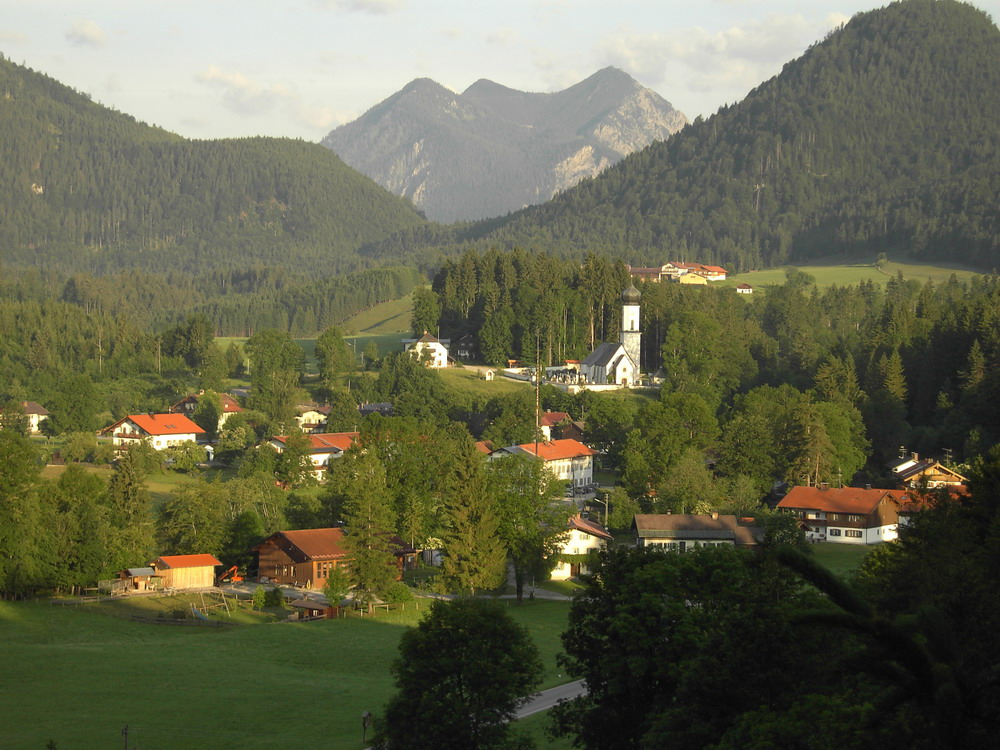
Làng Dorf của xã Jachenau vào buổi sáng trước ngọn núi Herzogstand

Jachenau nằm ở phía Nam München, cách đó 80 km, giữa Bad Tölz và Garmisch-Partenkirchen, thuộc Bayerischen Voralpen ở về phía Nam của dãy núi Benediktenwand (1801 m) và gần hồ Walchensee. Lãnh thổ xã nằm giữa độ cao 712 m gần Fleckhaus và1800 m trên dãy núi Benediktenwand. Trong số diện tích xã là 128,93 km² thì 11 060 ha, khoảng chừng 86 % là rừng. Như vậy Jachenau thuộc về những vùng của nước Đức mà đa số diện tích là rừng.